# Rose Hobart
Rose Kefer, dite Rose Hobart, est une actrice américaine, née le 1er mai 1906 à New York et morte le 29 août 2000 à Woodland Hills (Californie).
Elle est la fille de Paul Kéfer, un violoncelliste français naturalisé américain.
Active au théâtre dans les années 1920-1930 et au cinéma dans les années 1930-1940, elle a disparu des écrans durant les années 1950 puis elle a réapparu à la télévision entre 1960 et 1971, avant de mettre un terme à sa carrière.

## Filmographie

### Années 1930
- 1930 : Liliom, de Frank Borzage : Julie
- 1930 : A Lady Surrenders : Isabel Beauvel
- 1931 : Chances : Molly Prescott
- 1931 : East of Borneo (en) : Linda Randolph
- 1931 : Compromised : Ann Brock
- 1931 : Docteur Jekyll et M. Hyde (Dr. Jekyll and Mr. Hyde), de Rouben Mamoulian : Muriel Carew
- 1932 : Scandal for Sale : Claire Strong
- 1933 : The Shadow Laughs : Ruth Hackett
- 1935 : Convention Girl (en) : Cynthia « Babe » Laval
- 1939 : La Tour de Londres (Tower of London), de Rowland V. Lee : Anne Neville

### Années 1940

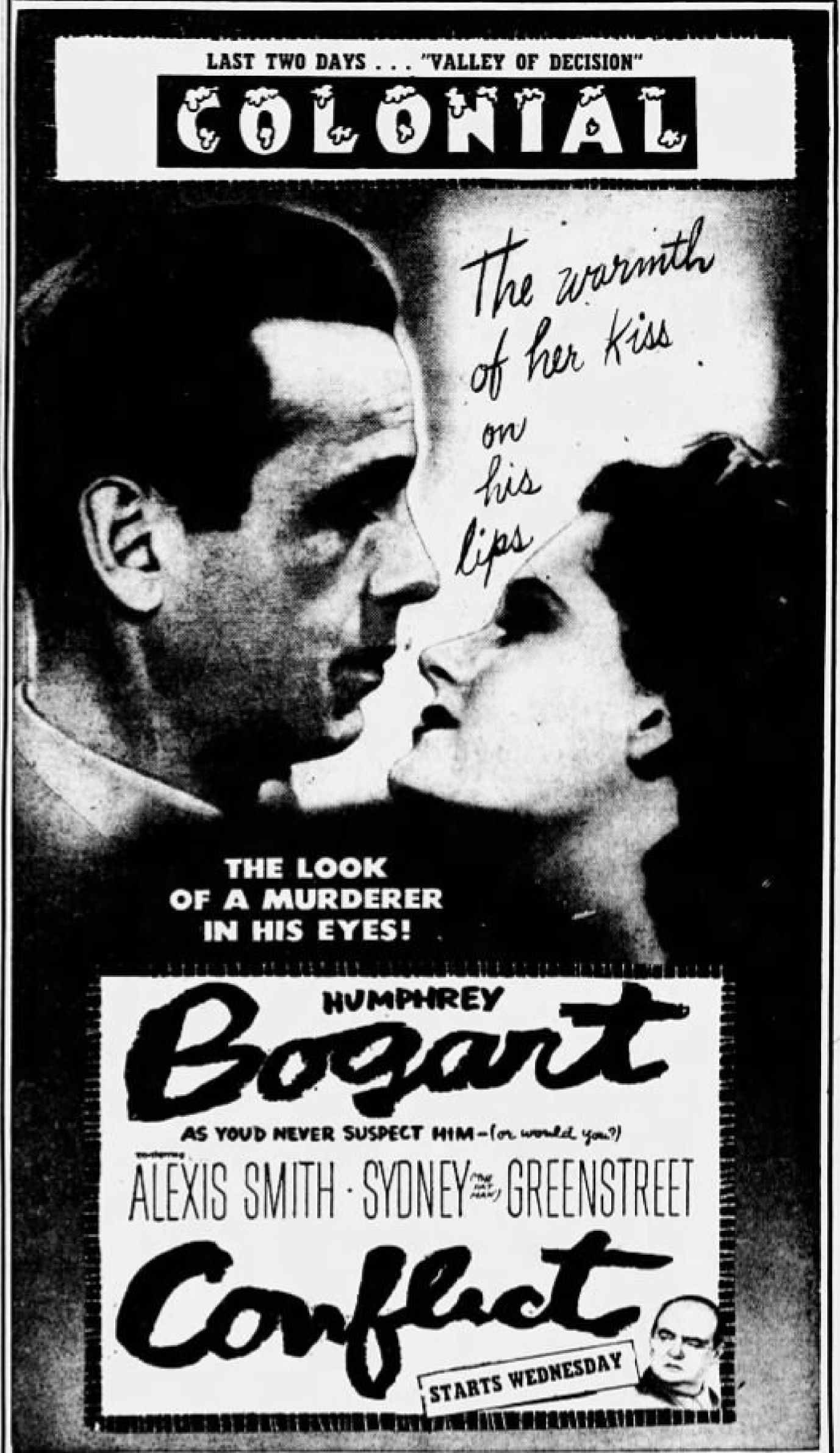
Rose Hobart avec Humphrey Bogart sur l'affiche du film La mort n'était pas au rendez-vous (1945).

- 1940 : Wolf of New York : Peggy Nolan
- 1940 : Suzanne et ses idées (Susan and God), de George Cukor : Irene Burroughs
- 1940 : A Night at Earl Carroll's : Ramona Lisa
- 1941 : La Danseuse des Folies Ziegfeld (Ziegfeld girl), de Robert Z. Leonard : Mrs. Frank Merton
- 1941 : Singapore Woman : Alice North
- 1941 : Lady Be Good, de Norman Z. McLeod : Mrs. Carter Wardley
- 1941 : I'll Sell My Life : Dale Layden (Mary Jones)
- 1941 : Nothing But the Truth de Elliott Nugent : Mrs. Donnelly
- 1941 : No Hands on the Clock (en) : Mrs. Marion West
- 1942 : A Gentleman at Heart (en) : Claire Barrington
- 1942 : Mr. and Mrs. North (en) : Carol Brent
- 1942 : Who Is Hope Schuyler? : Alma Pearce
- 1942 : Gallant Lady de William Beaudine : Rosemary Walsh, alias Ann Roberts
- 1942 : Dr. Gillespie's New Assistant (en) : Mrs. Black
- 1943 : Adventures of Smilin' Jack (en) : Gertrude Muller, alias Fräulein von Teufel
- 1943 : Salute to the Marines (en) : Mrs. Carson
- 1943 : Swing Shift Maisie (en) : Lead Woman
- 1943 : The Mad Ghoul : Della Elliot (reporter)
- 1943 : Crime Doctor's Strangest Case : Diana Burns
- 1944 : Song of the Open Road : Mrs. Powell
- 1944 : Soul of a Monster : Lilyan Gregg
- 1945 : The Brighton Strangler (en) : Dorothy Kent
- 1945 : La mort n'était pas au rendez-vous (Conflict), de Curtis Bernhardt : Kathryn Mason
- 1946 : Claudia et David de Walter Lang : Edith Dexter
- 1946 : The Cat Creeps : Connie Palmer
- 1946 : Le Passage du canyon (Canyon Passage), de Jacques Tourneur : Marta Lestrade
- 1947 : Ma femme est un grand homme (The Farmer's Daughter), de H. C. Potter : Virginia Thatcher
- 1947 : The Trouble with Women (en) : Agnes Meeler
- 1947 : Éternel Tourment (Cass Timberlane), de George Sidney : Diantha Marl
- 1948 : Mickey (en) : Lydia Matthews
- 1949 : La Vengeance des Borgia (Bride of Vengeance), de Mitchell Leisen : Lady Eleanora

### Années 1960
- 1966-1969 : Peyton Place (série télévisée) : Mary (40 épisodes)

## Hommage
L'artiste Joseph Cornell lui a rendu un hommage cinématographique en 1936 avec son film expérimental Rose Hobart (en).